# Superprevisor
Um superprevisor (do inglês: superforecaster) é uma pessoa que faz previsões que podem ser demonstradas por meios estatísticos como consistentemente mais precisas do que as do público em geral ou de especialistas. Os superprevisores usam por vezes metodologias analíticas e estatísticas modernas para aumentar as estimativas das taxas base de eventos; a investigação conclui que estes previsores são normalmente mais precisos do que os especialistas na área que não usam técnicas analíticas e estatísticas, embora isto tenha sido exagerado em algumas fontes. O termo "superforecaster" é uma marca registada da Good Judgment Inc.

## Etimologia
O termo é uma combinação do prefixo super, que significa "acima e além" ou "de alto grau ou qualidade", e previsor (do inglês forecaster), que significa alguém que prevê um resultado que pode ocorrer no futuro.[carece de fontes?]

## História
As origens do termo são atribuídas a Philip E. Tetlock com resultados do The Good Judgment Project e do livro subsequente com Dan Gardner Superforecasting: The Art and Science of Prediction.
Em Dezembro de 2019, um analista da Agência Central de Inteligência, que escrevia sob o pseudónimo "Bobby W.", sugeriu que a comunidade de inteligência deveria estudar a investigação sobre superprevisores sobre como certos indivíduos com "características particulares" são melhores previsores e como deveriam ser aproveitados.
Em Fevereiro de 2020, Dominic Cummings concordou com Tetlock e outros ao sugerir que o estudo da superprevisão era mais eficaz do que ouvir os especialistas políticos.

## Superprevisores

### Ciência
Os superprevisores estimam a probabilidade de uma ocorrência e reveem a estimativa quando as circunstâncias que contribuem para a estimativa mudam. Isto baseia-se em impressões pessoais, em dados públicos e na incorporação de contribuições de outros superprevisores, mas tenta eliminar o enviesamento nas suas estimativas.  No The Good Judgment Project, um grupo de analistas recebeu treino sobre como traduzir os seus entendimentos numa previsão probabilística, resumida numa sigla em inglês "CHAMP" (em português: CTOMV) para Comparações, Tendências históricas, Opiniões médias, Modelos matemáticos e Vieses previsíveis.
Um estudo publicado em 2021 usou um modelo de Viés, Informação e Ruído (em inglês: BIN; em português: VIR) para estudar os processos subjacentes que permitem a precisão entre superprevisores. A conclusão foi que a capacidade dos superprevisores de filtrar o “ruído” desempenhou um papel mais significativo na melhoria da precisão do que a redução do enviesamento ou a extração eficiente de informação.

### Eficácia
No Good Jugment Project, "os principais analistas... tiveram um desempenho cerca de 30 por cento melhor do que a média dos analistas da comunidade de inteligência que conseguiam ler interceções e outros dados secretos".
A formação de meteorologistas com técnicas especializadas pode aumentar a precisão dos meteorologistas: no Good Judgment Project, um grupo recebeu formação na metodologia “CHAMP”, que pareceu aumentar a precisão das previsões.
Às vezes, os superprevisores preveem que os eventos têm menos de 50% de probabilidade de acontecer, mas eles ainda acontecem: a Bloomberg observa que eles fizeram uma previsão de 23% para uma votação de saída no mês do referendo do Brexit de junho de 2016. Por outro lado, a BBC observa que eles previram com precisão o sucesso de Donald Trump nas primárias do Partido Republicano em 2016.
Os superprevisores também fizeram uma série de previsões precisas e importantes sobre a pandemia do coronavírus, nas quais "empresas, governos e outras instituições" se basearam. Além disso, fizeram “previsões precisas sobre eventos mundiais como a aprovação do voto Brexit do Reino Unido em 2020, a decisão da Arábia Saudita de abrir parcialmente o capital da sua empresa nacional de gás em 2019, e o estado do embargo alimentar da Rússia contra alguns países europeus também em 2019”.
As agências de ajuda também estão a utilizar a superprevisão para determinar a probabilidade das secas se tornarem fomes, enquanto que o Center for a New American Security descreveu como as superprevisões os ajudaram a prever a futura política do governo colombiano.  A Goldman Sachs baseou-se nas previsões de vacinas dos superprevisores durante a pandemia do coronavírus para informar as suas análises.
O The Economist observa que, em outubro de 2021, os superprevisores previram com precisão os eventos que ocorreriam em 2022, incluindo "os resultados das eleições em França e no Brasil; a ausência de um boicote às Olimpíadas de Inverno; o resultado das eleições de meio de mandato nos Estados Unidos e que as vacinações globais contra a Covid-19 atingiriam 12 mil milhões de doses em meados de 2022". No entanto, eles não previram o surgimento da variante Ómicron. No ano seguinte,  o The Economist escreveu que todas as oito previsões dos superprevisores para 2023 estavam corretas, incluindo as relativas ao crescimento do PIB global, ao crescimento do PIB chinês e aos resultados das eleições na Nigéria e na Turquia.
Em fevereiro de 2023, os superprevisores fizeram previsões melhores do que os leitores do Financial Times em oito das nove questões que foram resolvidas no final do ano. Em julho de 2024, o Financial Times relatou que os superprevisores “têm consistentemente superado os mercados financeiros na previsão do próximo movimento da Fed”. Em fevereiro de 2025, o Financial Times relatou que “os superprevisores continuam a ter vantagem sobre o mercado de futuros na antecipação do que o FOMC [Comité Federal do Mercado Aberto] fará”.

### Características
Uma das descobertas de Tetlock no Good Judgment Project foi que os traços cognitivos e de personalidade eram mais importantes do que o conhecimento especializado quando se tratava de prever o resultado de vários eventos mundiais, normalmente com mais precisão do que as agências de inteligência. Em particular, um estudo de 2015 concluiu que os principais preditores da precisão das previsões eram a “capacidade cognitiva [QI], o conhecimento político e a abertura”. Os superprevisores "eram melhores em raciocínio indutivo, deteção de padrões, flexibilidade cognitiva e mente aberta". No Good Judgment Project, os superprevisores “obtiveram pontuações mais elevadas, tanto em termos de inteligência como de conhecimento político, do que o grupo de previsores, que já se encontrava bem acima da média”, que participava no torneio.

### Pessoas
- Regina Joseph, superprevisora do Good Judgment Project, [13] [14] tecnóloga e editora-chefe fundadora da Blender Magazine,[15][16][17] ex-líder da Divisão de Futuros e investigadora sénior de Defesa/Segurança no Clingendael Institute,[18] investigadora de ciência da previsão[19][20] e inventora.[21][22]
- Elaine Rich, uma superprevisora que participou no Good Judgment Project.[23]
- Andrew Sabisky, que renunciou ao cargo de conselheiro do governo do Reino Unido em Downing Street, com o conselheiro-chefe Dominic Cummings a afirmar aos jornalistas "leiam Superforecasters de Philip Tetlock, em vez de comentadores políticos que não sabem do que estão a falar".[7]
- Nick Hare, ex-chefe de futuros e métodos analíticos do Ministério da Defesa (MoD).[12]
- Reed Roberts, ex-aluno de doutoramento em Química.[12]
- Jonathan Kitson[24]
- Jean-Pierre Beugoms[25]
- Dan Mayland[25]
- Kjirste Morrell[25]
- Dominic Smith[25]

## Crítica
O conceito de superprevisão tem sido criticado de vários ângulos. Nassim Nicholas Taleb tem sido um crítico particularmente forte, argumentando, entre outras coisas, que a previsão não é útil para os decisores e que a falta de ganho financeiro acumulado pelos superprevisores é um sinal de que os seus reais poderes preditivos são insuficientes. A especialista em contraterrorismo Suzanne Raine critica-o por dar demasiada ênfase ao “o que vai acontecer” em vez do “o que está a acontecer” e de “como pode o futuro ser alterado”.